# Frédéric Veseli
Frédéric Veseli, né le 20 novembre 1992 à Renens dans le canton de Vaud, est un footballeur international albanais possédant également la nationalité suisse qui joue au poste de défenseur central avec Fatih Karagümrük.

## Biographie

### En club
Né le 20 novembre 1992 à Renens, Frédéric Veseli commence le football dans le club du FC Renens. En 2005, il rejoint le FC Lausanne-Sport, où il reste jusqu'en 2008, date à laquelle il part rejoindre le centre formation de Manchester City. À la suite de ce transfert, son ancien club, le FC Lausanne-Sport, réclame des indemnités de formation mais le club anglais refuse de les payer.

#### Le Mans FC (2020)
Le 31 janvier 2020, Le Mans FC annonce le prêt avec option d’achat du joueur jusqu’à la fin de saison.

### En équipe nationale
En mai 2009, Frédéric Veseli dispute le Championnat d'Europe des moins de 17 ans en Allemagne avec les moins de 17 ans suisses où il dispute quatre matchs pour s'arrêter en demi-finales de la compétition.
Puis au mois d'octobre 2009, Frédéric Vesli participe à la Coupe du monde des moins de 17 ans au Nigeria, il y dispute six matchs. La Suisse fait un excellent parcours et remporte la Coupe du monde contre l'équipe hôte le Nigeria (1-0). Il est le capitaine de l'équipe suisse.
Il est intégré par le sélectionneur de l'Albanie Gianni De Biasi dans la liste des 23, allant à l'Euro 2016 en France.

## Statistiques
| Saison                | Club                   | Championnat           | Championnat | Championnat | Coupe nationale | Coupe nationale | Coupe de la Ligue | Coupe de la Ligue | Total | Total |
| Saison                | Club                   | Division              | M.          | B.          | M.              | B.              | M.                | B.                | M.    | B.    |
| 2009-2010             | Manchester City rés.   | Reserve League North  | 1           | 0           | -               | -               | -                 | -                 | 1     | 0     |
| 2010-2011             | Manchester City rés.   | Reserve League        | 10          | 0           | -               | -               | -                 | -                 | 10    | 0     |
| Sous-total            | Sous-total             | Sous-total            | 11          | 0           | -               | -               | -                 | -                 | 11    | 0     |
| 2011-2012             | Manchester United rés. | Reserve League        | 3           | 0           | -               | -               | -                 | -                 | 3     | 0     |
| 2012-2013             | Manchester United rés. | Premier League 2      | 10          | 1           | -               | -               | -                 | -                 | 10    | 1     |
| 2012-2013             | Manchester United rés. | U21 PL Elite Group    | 10          | 0           | -               | -               | -                 | -                 | 10    | 0     |
| Sous-total            | Sous-total             | Sous-total            | 23          | 1           | -               | -               | -                 | -                 | 23    | 1     |
| 2013-2014             | Ipswich Town           | Championship          | -           | -           | -               | -               | 1                 | 0                 | 1     | 0     |
| 2013-2014             | Bury FC (prêt)         | League Two            | 18          | 0           | -               | -               | -                 | -                 | 18    | 0     |
| 2014-2015             | Port Vale (prêt)       | League One            | 37          | 1           | -               | -               | 1                 | 0                 | 38    | 1     |
| 2015-2016             | FC Lugano              | Super League          | 33          | 0           | 5               | 0               | -                 | -                 | 38    | 0     |
| 2016-2017             | Empoli FC              | Serie A               | 17          | 0           | -               | -               | -                 | -                 | 17    | 0     |
| 2017-2018             | Empoli FC              | Serie B               | 30          | 0           | 1               | 0               | -                 | -                 | 31    | 0     |
| 2018-2019             | Empoli FC              | Serie A               | 31          | 0           | -               | -               | -                 | -                 | 31    | 0     |
| 2019-2020             | Empoli FC              | Serie B               | 18          | 0           | 3               | 0               | -                 | -                 | 21    | 0     |
| Sous-total            | Sous-total             | Sous-total            | 96          | 0           | 4               | 0               | -                 | -                 | 100   | 0     |
| 2019-2020             | Le Mans FC             | Ligue 2               | 5           | 0           | -               | -               | -                 | -                 | 5     | 0     |
| 2020-2021             | US Salernitana         | Serie B               | 23          | 1           | -               | -               | -                 | -                 | 23    | 1     |
| 2021-2022             | US Salernitana         | Serie A               | 9           | 0           | -               | -               | -                 | -                 | 9     | 0     |
| Sous-total            | Sous-total             | Sous-total            | 32          | 1           | -               | -               | -                 | -                 | 32    | 1     |
| 2022-2023             | Benevento Calcio       | Serie B               | 21          | 0           | -               | -               | -                 | -                 | 21    | 0     |
| 2023-2024             | Fatih Karagümrük SK    | Süper Lig             | 22          | 0           | 4               | 0               | -                 | -                 | 26    | 0     |
| 2024-2025             | KF Egnatia Rrogozhinë  | Kategoria Superiore   | 8           | 0           | -               | -               | -                 | -                 | 8     | 0     |
| 2024-2025             | FC Südtirol            | Serie B               | 16          | 0           | -               | -               | -                 | -                 | 16    | 0     |
| Total sur la carrière | Total sur la carrière  | Total sur la carrière | 322         | 3           | 13              | 0               | 2                 | 0                 | 337   | 3     |

## Palmarès

### En club
Il est Champion de Série B en 2018 avec l'Empoli FC et vice-Champion de Série B en 2021 avec l'US Salernitana.
Il remporte la Supercoupe d'Albanie en 2024 avec le KF Egnatia Rrogozhinë avant d'être champion d'Albanie en 2025.

### En sélection nationale
Avec l'équipe de Suisse des moins de 17 ans, il remporte la Coupe du monde en 2009.